# Episodi di In Treatment (serie televisiva 2013) (prima stagione)
La prima stagione della serie televisiva In Treatment è stata trasmessa sulla rete Sky Cinema 1 dal 1º aprile al 17 maggio 2013. 
| nº | Titolo                                  | Prima TV Italia |
| -- | --------------------------------------- | --------------- |
| 1  | Sara - 1ª settimana                     | 1º aprile 2013  |
| 2  | Dario - 1ª settimana                    | 2 aprile 2013   |
| 3  | Alice - 1ª settimana                    | 3 aprile 2013   |
| 4  | Pietro e Lea - 1ª settimana             | 4 aprile 2013   |
| 5  | Anna e Giovanni - 1ª settimana          | 5 aprile 2013   |
| 6  | Sara - 2ª settimana                     | 8 aprile 2013   |
| 7  | Dario - 2ª settimana                    | 9 aprile 2013   |
| 8  | Alice - 2ª settimana                    | 10 aprile 2013  |
| 9  | Pietro e Lea - 2ª settimana             | 11 aprile 2013  |
| 10 | Anna e Giovanni - 2ª settimana          | 12 aprile 2013  |
| 11 | Sara - 3ª settimana                     | 15 aprile 2013  |
| 12 | Dario - 3ª settimana                    | 16 aprile 2013  |
| 13 | Alice - 3ª settimana                    | 17 aprile 2013  |
| 14 | Pietro e Lea - 3ª settimana             | 18 aprile 2013  |
| 15 | Anna e Giovanni - 3ª settimana          | 19 aprile 2013  |
| 16 | Sara - 4ª settimana                     | 22 aprile 2013  |
| 17 | Dario - 4ª settimana                    | 23 aprile 2013  |
| 18 | Alice - 4ª settimana                    | 24 aprile 2013  |
| 19 | Pietro e Lea - 4ª settimana             | 25 aprile 2013  |
| 20 | Anna e Giovanni - 4ª settimana          | 26 aprile 2013  |
| 21 | Sara - 5ª settimana                     | 29 aprile 2013  |
| 22 | Dario - 5ª settimana                    | 30 aprile 2013  |
| 23 | Alice - 5ª settimana                    | 1º maggio 2013  |
| 24 | Pietro e Lea - 5ª settimana             | 2 maggio 2013   |
| 25 | Anna e Giovanni - 5ª settimana          | 3 maggio 2013   |
| 26 | Sara - 6ª settimana                     | 6 maggio 2013   |
| 27 | Dario - 6ª settimana                    | 7 maggio 2013   |
| 28 | Alice - 6ª settimana                    | 8 maggio 2013   |
| 29 | Pietro e Lea - 6ª settimana             | 9 maggio 2013   |
| 30 | Anna e Giovanni - 6ª settimana          | 10 maggio 2013  |
| 31 | Sara - 7ª e ultima settimana            | 13 maggio 2013  |
| 32 | Vittorio - 7ª e ultima settimana        | 14 maggio 2013  |
| 33 | Alice - 7ª e ultima settimana           | 15 maggio 2013  |
| 34 | Pietro e Lea - 7ª e ultima settimana    | 16 maggio 2013  |
| 35 | Anna e Giovanni - 7ª e ultima settimana | 17 maggio 2013  |